# Пирамида G1-b
G1-b (так же G1b, G1 b, GIb и пирамида Мерититес I) — одна из четырёх пирамид-спутниц пирамиды Хеопса. Расположена на территории восточных гробниц с восточной стороны пирамиды Хеопса в Некрополе Гизы. Находится между пирамидами G1a и G1c. Построена во времена IV династии. Египтологи Марк Ленер и Рэйнер Стаделман считают что пирамида была построена для дочери Снофру царицы Мерититес I, однако Захи Хавасс полагает, что пирамида принадлежала матери Джедефры царице Нубет. Размер основания пирамиды 50 м, первоначальная высота 30 м. В настоящее время пирамида ниже первоначальной высоты.

## Галерея
- План пирамиды
- План восточных гробниц
- Вблизи от пирамиды
- Погребальная камера